# Eladio Viñuela Díaz
Eladio Viñuela Díaz (Ibahernando, Província de Càceres, 15 de febrer de 1937 – Madrid, 9 de març de 1999) va ser un científic espanyol, pioner de la biologia molecular a Espanya.
Després de cursar el batxillerat a Don Benito, on es traslladà la seva família, el 1954 marxà a Madrid, llicenciant-se en Ciències Químiques per la Universitat Complutense el 1960, i doctorant-se en Ciències a la mateixa universitat el 1964, amb un treball realitzat al Consell Superior d'Investigacions Científiques (CSIC), que va merèixer el Premi Leonardo Torres Quevedo. Va descobrir una nou enzim, la glucoquinasa de fetge, absent en diabètics i induïble per insulina. El 1964 es va traslladar als Estats Units per treballar amb Severo Ochoa al voltant de la "Replicació i Traducció de l'RNA del virus bacterià MS2" al Departament de Bioquímica de la Facultat de Medicina de la Universitat de Nova York. Durant aquest període va desenvolupar una tècnica que va suposar un avenç molt important per a la determinació del pes molecular de les proteïnes: l'electroforesi en gels de poliacrilamida en presència de dodecil sulfat sòdic.
El 1967 tornà a Espanya, i va introduir la biologia molecular al país amb el seu treball sobre Estructura i morfogènesi de virus bacterià φ 29 desenvolupat al Centre d'Investigacions Biològiques del Consell Superior d'Investigacions Científiques (CSIC) a Madrid. El 1971 va iniciar una nova línia d'investigació sobre el "Virus de la pesta porcina africana", que produeix una malaltia infecciosa en el porc domèstic de gran importància econòmica. Entre les seves contribucions destaca la determinació de la seqüència completa del genoma del virus, cosa que ha permès identificar gens que podrien modular la resposta immunitària contra el virus de l'animal infectat. El 1977 es va traslladar al Centre de Biologia Molecular Severo Ochoa a Madrid.
En 1965 fou nomenat col·laborador científic del CSIC, el 1970 investigador científic i el 1974 professor d'investigació. Entre els anys 1968 i 1975 exercí com a professor de Genètica Molecular de la Facultat de Ciències a la Universitat Complutense de Madrid, on fou director del Departament de Virologia i Genètica Molecular entre 1975 i 1979, i catedràtic ad honorem de Virologia entre 1975 i 1984 a la Facultat de Ciències de la Universitat Autònoma de Madrid (UAM). També fou el director de Departament de Biologia Molecular del CSIC (1968-1975), conseller adjunt del Patronat Santiago Ramón y Cajal (1969-1975) i vocal de la seva Junta de Govern (1972-1975), director de l'Institut de Virologia i genètica Molecular del CSIC (1975-1984), vicedirector del centre de Biologia Molecular Severo Ochoa (1978-1980) i director de l'esmentat centre (1979). Fou membre de l'Acadèmia Europea i de l'European Molecular Biology Organization (EMBO), així com de l'EMBO Council (1978- 1980).
La seva investigació ha donat lloc a cent setanta-quatre publicacions en revistes internacionals de major prestigi cent quaranta-una presentacions a congressos internacionals, noranta-dues a Congressos Nacionals, i una Patent Internacional. En el seu laboratori es van realitzar trenta-dues tesis doctorals, i un total de seixanta-dos científics i onze tècnics es van formar en el mateix en els camps de la Biologia Molecular i la Virologia.
A més del seu treball de recerca i d'ensenyament, Eladio Viñuela va tenir un paper fonamental en la creació del Centre de Biologia Molecular Severo Ochoa (CSIC-UAM) el 1975. La seva empenta i la seva visió de futur el van portar al disseny i desenvolupament del Departament Tècnic i una altra sèrie de facilitats científiques bàsiques, el que va suposar una veritable innovació en les institucions espanyoles d'investigació en aquest moment. La prestigiosa revista científica Nature va publicar un article necrològic titulat "Eladio Viñuela, pioner de la Biologia Molecular a Espanya" que finalitza dient: "Per a les generacions presents i futures d'investigadors espanyols, Eladio Viñuela sempre serà un exemple a seguir. La seva erudició, la seva capacitat d'organització i la seva creativitat van fer d'ell un dels millors científics i el millor dels homes". El 1963 es va casar amb Margarita Salas Falgueras, també científica, amb qui va tenir una filla, Lucía.

## Reconeixements[1]
- Premi Severo Ochoa de la Fundació Ferrer per a la Recerca (1988)
- Premi de Recerca en Microbiologia i Immunologia Sants Ovejero (1989)
- Premi Carlos J. Finlay de la UNESCO (1991), el Premi Burdinola (1994)
- Placa de la Societat Espanyola de Virologia (1997)
- Medalla de la Societat Espanyola de Bioquímica i Biologia Molecular (1999)
- Medalla de la Universitat Autònoma de Madrid (1999)
- Medalla d'Extremadura (1999), a títol pòstum.
- Bateig de l'edifici dels laboratoris de la Facultat de Ciències de la Universitat d'Extremadura amn el nom de "Eladio Viñuela" (2000)
- Creacio de l'Escola de Biologia Molecular Eladio Viñuela de la Universitat Internacional Menéndez Pelayo (2000)
- L'Institut de Biologia Molecular que forma part del Centre de Biologia Molecular Severo Ochoa del CSIC porta el seu nom (2002).